# Büyükçekmece Tepecikspor
Büyükçekmece Tepecikspor ist ein türkischer Fußballverein aus dem Viertel Tepecik (Büyükçekmece) des Istanbuler Stadtteils Büyükçekmece. Der Verein der heutigen Form wurde am 23. Juni 1988 gegründet.

## Geschichte

### Gründung
Ursprünglich wurde der Verein im Jahr 1970 als Tepecik Belediyespor gegründet.

### Neuzeit
Nach der Rückkehr in die TFF 2. Lig im Sommer 2011 spielte der Verein in den drei Spielzeiten 2011/12, 2012/13 und 2013/14 lange Zeit um den Aufstieg mit. In der Saison 2014/15 konnte die Mannschaft ihre Vorjahresleistungen nicht wiederholen und spielte deswegen größtenteils um den Klassenerhalt. Diesen sicherte sich der Verein erst am letzten Spieltag.
Im Sommer 2015 änderte der Verein seinen Namen in Büyükçekmece Tepecikspor um und führt damit den Namen seines Stadtteils Büyükçekmece im Namen.

## Ligazugehörigkeit
- 3. Liga: 1994–2001, 2007–2008, 2009–2010, 2011–2017
- 4. Liga: 2001–2002, 2006–2007, 2008–2009, 2010–2011, seit 2017
- Amateurliga: 1988–1994, 2002–2006

## Ehemalige bekannte Spieler
- İbrahim Eren Akduman
- İsa Akgöl
- Fatih Akyel
- Ziya Aydın
- Mehmet Bölükbaşı
- Eray Çalışkan
- Korcan Çelikay
- İlker Erbay
- Mustafa Kocabey
- Yusuf Kurtuluş
- Ali İşleyen
- Sami İzcican
- Gökhan Öztürk
- Birol Parlak
- Aykut Sevim
- Ramazan Üstündağ

## Ehemalige Trainer (Auswahl)
- Ümit Birol
- Tuncay Soyak
- Levent Arıkdoğan (März 2008 – Oktober 2008)